# 耶拿大学
耶拿市弗里德里希·席勒大学（德語：Friedrich-Schiller-Universität Jena），簡稱耶拿大学，是一所位于德国图林根耶拿的公立大学。該校之當代命名源自其前任哲學教授弗里德里希·席勒之名。

## 歷史名人
歌德曾於此任教並擔任校長。席勒、謝林、費希特都曾在此任教。
1801年，黑格爾在耶拿大學取得博士學位、講師資格，並以講師身分授課哲學與數學。1805年黑格爾成為耶拿大學的正式教授。

## 概况
到2005年为止, 耶拿大学有学生20500名，教授340名，现任校长Klaus Dicke，是大学历史上第317届校长。
耶拿大学设有十大学院，各院分系如下：
- 神学院
- 法学院
- 科学院
- 哲学院

- 哲学系
- 历史系
- 德国文学系
- 德语系
- 德侨系
- 考古系
- 东方语言系
- 英语系
- 斯拉夫语系
- 拉丁语系
- 荷兰语系
- 音乐系

- 社会科学与行為科學系
- 数学与通讯系

- 应用数学系
- 统计学系
- 数学系
- 信息学系

- 物理天文学院

- 应用光学系
- 固体物理系
- 应用物理系
- 材料与工艺系
- 理论物理学系统
- 固体理论光学系
- 天体物理系

- 化学-地学系

- 无机化学与分析化学系
- 有机化学与 大分子化学
- 物理化学系
- 技术化学系
- 玻璃化学
- 地理学系
- 地球学系

- 生物药物学院

- 植物与植物生理学系
- 园艺系 （与耶拿植物园合办）
- 动物学系
- Spezielle Zoologie und Evolutionsbiologie mit Phyletischem Museum
- 科学技术史系
- 微生物系
- 生态学系
- 生物化学与生物物理系
- 营养学系
- 药物学系

- 医学院

- 解剖学系
- 生物化学系
- 放射学系
- 人体遗传与人类学系
- 临床免疫学系
- 临床化学与诊断系
- 医学微生物系
- 医疗统计系
- 病理生物系
- 病理学系
- 药物学与毒品学系
- 生理学系
- 临床药物学系
- Phoniatrie und Pädaudiologie
- 医药生理学系
- 理疗系
- Rechtsmedizin
- Transfusionsmedizin
- 兽医学系
- 免疫学系